# Teodora Duhovnikova
Teodora Duhovnikova, za svobodna Teodora Ivanova (bulharsky Теодора Духовникова, * 14. prosince 1977 Sofie, Bulharsko), je bulharská herečka a modelka. Poprvé se ve filmu objevila v roce 2002, a to v americkém sci-fi snímku Nanosonda. Významnější role však ztvárnila ve filmech jako Neporazitelný: Návrat krále nebo v úspěšném bulharském filmu Sběratel mrtvol (bulharsky Събирач на трупове). Zahrála si v desítkách dalších filmů bulharské i zahraniční produkce.

## Životopis
Už v 80. letech se jako dítě zapojovala do televizních filmů Bulharské národní televize (bulharsky Българска национална телевизия). Vystudovala všeobecné gymnázium v Sofii a po studiích se začala věnovat oboru herectví. To úspěšně absolvovala v Národní akademii divadelního a filmového umění. Roku 2008 vstoupila do manželství se Stefanem Duhovnikovem.

## Filmografie
| Snímek                             | Rok  | Role                 |
| ---------------------------------- | ---- | -------------------- |
| Všemocný                           | 2017 | Anna                 |
| Bubblegum                          | 2017 | Biljana              |
| Neporazitelný: Návrat krále        | 2016 | Alma                 |
| Sběratel mrtvol                    | 2015 | Kaťa                 |
| Darvoto na života                  | 2013 | Božura               |
| La figlia del capitano             | 2012 | Lizaveta             |
| Pod prikritie (TV seriál)          | 2011 | Elitca Vladeva       |
| Barbar Conan                       | 2011 | Jeptiška             |
| Forecast                           | 2008 | Margarita            |
| Pastýř                             | 2008 | Anna-Lucia Ashley    |
| Trade Routes                       | 2007 | Lina Lindy Hammilton |
| Norimberk: Nacisté před tribunálem | 2006 | Hildegard Fath       |
| Hannibal: Nepřítel Říma            | 2006 | Imilce               |
| Exploze                            | 2003 | Rita                 |
| Nanosonda                          | 2002 | Trechak              |